# Noura Mint Seymali
Noura Mint Seymali là một Griot, ca sĩ, nhạc sĩ, và nhạc cụ người Mauritanie.

## Đầu đời
Noura Mint Seymali được sinh ra ở Mauritania với cha mẹ Dimi Mint Abba và Seymali Ould Ahmed Vall. Cả hai cha mẹ đều là những nhân vật âm nhạc quan trọng ở Mauritania. Cha của cô, Seymali, là một nhà soạn nhạc người Moor, người đã điều chỉnh quốc ca của Mauritania. Mẹ kế của cô, Dimi, là một trong những ca sĩ nổi tiếng nhất của đất nước cô, và được gọi là "diva của sa mạc". Năm 13 tuổi, Noura bắt đầu sáng tác cho mẹ, cũng như lưu diễn với cô như một ca sĩ dự phòng. Thông qua các thành viên âm nhạc trong gia đình, cô đã có thể thành thạo ardin, một cây đàn hạc chín dây dành riêng cho phụ nữ, cũng như bị ướt chân trong thế giới biểu diễn.
Sau cuộc hôn nhân với nghệ sĩ guitar của cô, Jeiche Ould Chighaly, Noura bắt đầu chơi đám cưới với anh. Với sự giúp đỡ của chồng, họ đã thành lập ban nhạc đầu tiên vào năm 2004. Sau khi phát hành hai album, họ quay trở lại phòng thu để tạo ra album đầy đủ đầu tiên của ban nhạc, Tzenni. Album được phát hành vào năm 2014 thông qua Glitterbeat Records. Ban nhạc tiếp tục chơi tại các lễ hội âm nhạc trên khắp thế giới.
Noura được huấn luyện về chơi Ardin, các nhạc cụ truyền thống Mauritania cho nữ griots.
Noura coi bản thân và âm nhạc của mình là phi chính trị.

## Lịch sử ban nhạc
Noura Mint Seymali đã biểu diễn ở nhiều nơi trên thế giới kể từ khi thành lập ban nhạc vào năm 2004. Một số lễ hội nổi tiếng mà họ đã thực hiện tại là GlobalFEST ở Hoa Kỳ, Festival au Désert nằm ở Mali và Lễ hội Hayy ở Ai Cập. Sự kết hợp của Noura Mint Seymali với nhiều thể loại nhạc Moorish khác nhau với nhạc pop đã mang đến cho họ một nền tảng khán giả rộng lớn. Ban nhạc của cô bao gồm Noura Mint Seymali với giọng hát chính và ardin, Jeiche Ould Chighaly trên guitar và tidinit, Ousmane Tour về bass, Matthew Tinari trên trống, Ayniyana Chighaly trong việc hát lại giọng hát và ardin

## Danh sách đĩa hát
- Tarabe (2006)
- El Howl (2010)
- Azawan (2012) (EP)
- Azawan II (2013) (EP)
- Tzenni (2014) [3]
- Arbina (2016)